# Chaume-lès-Baigneux
Chaume-lès-Baigneux ist eine französische Gemeinde mit 105 Einwohnern (Stand 1. Januar 2022) im Département Côte-d’Or in der Region Bourgogne-Franche-Comté. Sie gehört zum Arrondissement Montbard und zum Kanton Châtillon-sur-Seine.
Nachbargemeinden sind Magny-Lambert im Norden, Jours-lès-Baigneux im Osten, Étormay im Süden, Lucenay-le-Duc im Südwesten und Fontaines-en-Duesmois im Westen.

## Bevölkerungsentwicklung
| Jahr                       | 1962 | 1968 | 1975 | 1982 | 1990 | 1999 | 2008 | 2015 |
| -------------------------- | ---- | ---- | ---- | ---- | ---- | ---- | ---- | ---- |
| Einwohner                  | 133  | 100  | 100  | 105  | 90   | 89   | 93   | 92   |
| Quellen: Cassini und INSEE |      |      |      |      |      |      |      |      |

## Sehenswürdigkeiten

Kirche Saint-Denis

- Kirche Saint-Denis